# سوفتسك (مقاطعة كالينينغراد)
سوفتسك، كالينينغراد أوبلاست (بالروسية: Советск) هي إحدى مدن روسيا في الكيان الفدرالي الروسي كالينينغراد أوبلاست.

## توأمة
لسوفتسك (كالينينغراد أوبلاست) اتفاقيات توأمة مع كل من:
- توراج
- كيل
- Bełchatów [الإنجليزية]‏

## أعلام
- آرمن مولر-شتال
- جوانا وولف
- يوهانس بوبروفسكي
- كارل برينكمان
- يورغن كوربيون